# كاظم الزامل
كاظم الزامل (1946 -)، ممثل ومخرج وكاتب كويتي.

## عن حياته

### المشوار الفني
بدايته الفنية في منتصف السبعينات من القرن العشرين قدم من خلال العديد من الأعمال التلفزيونية والمسرحية وأخرج العديد من المسرحيات والمسلسلات التلفزيونية حتى عام 2001 توقف عن التمثيل لكن أكتفى بتأليف.

### ابتعاده عن الوسط الفني
ابتعد عن الساحة  الفنية بعدما فقد بصره ، وآخر أعماله برنامج الأمن والمواطن الذي استمر تقديمه 12 عاماً،بعد ذلك افتتح شركة إنتاج وأصبح يقدّم من خلالها مسرحيات للأطفال كونها متخصص «دراسات عليا» في مسرح الطفل.  ومن أسباب ابتعاده أيضاً، انتشار «الشللية» في الوسط الفني،

### حياته الأسرية
هو شقيق الممثلة المعتزلة ومذيعة استقلال أحمد

## أعماله الفنية

### المسلسلات التلفزيونية
- من ملفات المحاكم
- زهور وجدران
- لا للمخدرات
- الخروج من الهاوية
- إزعاج
- المغامرون الثلاثة
- إلى من يهمه الأمر
- نادر
- الانحدار
- شمس الضحى
- توبه
- بدر الزمان
- حلم بلا ضفاف
- بيت أبو خالد
- السيف المفقود
- درب الزلق
- رحلة العذاب
- الوريث

### البرامج
- إفتح يا وطني أبوابك
- سلامتك

### المسرحيات
- سالي
- فرسان المناخ
- خروف نيام نيام
- على هامان يا فرعون
- بشار
- بني صامت
- الجنس الخامس
- ضحية بيت العز
- باي باي عرب
- القضية خارج الملف
- الحب الكبير

### المسلسلات الإذاعية
- محامي بلا قضية

### أعماله في التأليف
- حسان والأميرة أشجان
- كاسبر الشبح الطيب
- بيكاتشيو
- كاسبر 2000
- روبن هود
- سنووايت والمارد
- كاسبر
- صافي طار
- الأميرة و الأقزام
- وعاد الامل

### الأعمال التي أخرجها
- باربي والفتى الشجاع
- كاسبر 2000
- بيكاتشيو
- روبن هود
- كاسبر
- سنووايت والاقزام السبعة
- روز والأراجوز
- عايلة بو عبود
- الثعلب
- رنين في الغابة
- بشار

### تمثيل الصوت
- ميمي الصغيرة

## وصلات خارجية
- كاظم الزامل على موقع قاعدة بيانات الأفلام العربية

1. ↑  كاظم الزامل ما يعرض على المسرح رخص وغلاء مادي الراي نشر في 12 اكتوبر 2014 نسخة محفوظة 25 نوفمبر 2016 على موقع واي باك مشين. [وصلة مكسورة]
2. ↑  بعد حصوله على مسرح الشامية في عيد الاضحى كاظم الزامل  القبس 3 يناير 2005 نسخة محفوظة 25 نوفمبر 2016 على موقع واي باك مشين.